# 폼산
폼산(영어: formic acid, 표준어: 포름산), 메탄산(영어: methanoic acid), 또는 개미산은 가장 단순한 카복실산이다. 이것의 화학식은 HCOOH 또는 CH2O2이다. 화학 합성에 있어서 중요한 매개체이며 자연적으로 만들어지고 벌과 개미의 침의 독극물 안에 있는 것으로 잘 알려져 있다. 본래 폼산은 영국에서 흔한 개미 홍개미(Formica Rufa)를 증류하는 과정에서 얻어진 것이라고 한다.
자연적으로, 막시류순의 많은 곤충들(특히 개미)의 침과 입질(입으로 물림)에서 찾을 수 있으며, 쐐기풀의 잎과 줄기에도 포함되어 있다.

## 성질
폼산은 카복시기를 가지기 때문에 산성을 나타내며, 산도가 아세트산보다 강하고 피부에 닿으면 극심한 통증을 유발할 수 있다.
한편, 폼산은 카복시기를 가지는 동시에 포밀기를 가지기 때문에 포밀기에 의하여 환원력을 가져 알데하이드의 특징인 은거울반응을 일으키기도 한다.
폼산을 진한 황산 등 탈수제로 탈수시키면 일산화 탄소가 생성된다.
- HCOOH → H2O + CO